# ¡Vienen los Vikingos!
Mampato y Ogú con los Vikingos es una historieta del dibujante y argumentista Themo Lobos, creada y publicada originalmente en la revista Mampato, en Chile, entre junio y septiembre de 1974. Más adelante será titulada ¡Vienen los vikingos, cuando se publica como libro en 1999.

## Trayectoria editorial
Titulada originalmente Mampato y Ogú con los Vikingos, seriada por capítulos de 4 páginas entre el n.º 229, 12 de junio de 1974, y el n.º 243, 18 de septiembre de 1974.
Fue republicada por su autor en la revista Cucalón Nº13 (año 1, diciembre de 1986) y N.º 14 (año 2, enero de 1987) con el título de Los Vikingos.
Editada como libro separado con el título de ¡Vienen los vikingos! en la colección “Las aventuras de Ogú, Mampato y Rena”, Dolmen Ediciones. Volumen 10, 1999. Luego Océano-Dolmen y luego J.C. Sáez Editor.
Desde 2011 los derechos figuran para Sudamericana, Random House Mondadori, que re-titula la colección como “Las aventuras de mampato”, y mantiene numeraciones y formatos.

## Argumento
Al final de la aventura anterior (La rebelión de los mutantes), Mampato dejó accidentalmente a Ogú en otra época, y ahora se da cuenta, cuando no lo encuentra en la prehistoria. Debe ir a buscar a su inseparable amigo, y en su busca se encuentra con un pequeño niño vikingo, Olaf, con el cual, después de darse de puñetazos en una pelea, como corresponde a las costumbres y gustos de su pueblo, comparte el resto de la historia.
Cuando encuentra a Ogú, lo ve en el centro de una batahola, peleando ni más ni menos que con Erik el Rojo, el famoso jefe los vikingos, y con su tripulación. Ogú grita a su amigo: “Mampatú, mí soy felis”, y nos sorprende una vez más demostrando ser el más fuerte entre los vikingos.
Llega un barco con la noticia de que Thorkild el cruel los ha traicionado, dando muerte a muchos de ellos. Luego de las ceremonias fúnebres, durante las cuales tienen visiones extraordinarias, navegan hacia el castillo de Thorkild. Erik no permite que Olaf, su sobrino, los acompañe, pero Mampato y él se aventuran hasta el lugar viajando por tierra. Erik acepta después a regañadientes su presencia. Thorkild captura a Olaf. Ogú es derribado pero Mampato logra detener el golpe mortal contra su amigo. Thorkild, que pretendía torturar por placer a Olaf, cae, y los vikingos queman su castillo llevándose un botín.
En la  segunda parte de la historia, Olaf, Mampato y Ogú van de polizontes en la travesía de Leif, primo mayor del niño. Leif enfrenta la superstición del druida y de algunos de sus marinos, y nuestros amigos lo ayudan. Finalmente, luego de agitadas y golpeadas estadías en Islandia, Groenlandia, y enfrentando las tormentas árticas, llegan a su destino. Mampato tarda en percatarse de que están en América.